# Прыжки в воду на летних Олимпийских играх 1972
Соревнования по прыжкам в воду на летних Олимпийских играх 1972 года проводились среди мужчин и женщин. Соревнования прошли в плавательном зале «Олимпия» в Олимпийском парке Мюнхена.
Советский прыгун Владимир Васин прервал победную серию американцев на трамплине, которые побеждали в этой дисциплине на 11 Олимпийских играх подряд. После предварительного раунда Васин шёл только третьим после Джорджо Каньотто и Вячеслава Страхова, но в финале показал лучший результат и опередил Каньотто на 2,46 балла. На вышке итальянец Клаус Дибиаси выиграл золото на вторых Олимпийских играх подряд.

## Общий медальный зачёт
| Место | Страна       | Золото | Серебро | Бронза | Всего |
| ----- | ------------ | ------ | ------- | ------ | ----- |
| 1     | США          | 1      | 1       | 1      | 3     |
| 1     | Италия       | 1      | 1       | 1      | 3     |
| 3     | Швеция       | 1      | 1       | 0      | 2     |
| 4     | СССР         | 1      | 0       | 0      | 1     |
| 5     | Чехословакия | 0      | 1       | 0      | 1     |
| 6     | ГДР          | 0      | 0       | 2      | 2     |

## Медалисты

### Мужчины
| Дисциплина   | Золото               | Серебро                 | Бронза                  |
| ------------ | -------------------- | ----------------------- | ----------------------- |
| Трамплин 3 м | Владимир Васин СССР  | Джорджо Каньотто Италия | Крэйг Линкольн США      |
| Вышка 10 м   | Клаус Дибиаси Италия | Ричард Райдз США        | Джорджо Каньотто Италия |

### Женщины
| Дисциплина   | Золото               | Серебро                     | Бронза            |
| ------------ | -------------------- | --------------------------- | ----------------- |
| Трамплин 3 м | Микки Кинг США       | Ульрика Кнапе Швеция        | Марина Яникке ГДР |
| Вышка 10 м   | Ульрика Кнапе Швеция | Милена Духкова Чехословакия | Марина Яникке ГДР |